# Martino Scarafile
Martino Scarafile (* 1. Juli 1927 in Cisternino, Provinz Brindisi, Italien; † 27. Dezember 2011 in Palagianello, Provinz Tarent) war Bischof von Castellaneta.

## Leben
Martino Scarafile empfing am 23. Juli 1950 die Priesterweihe für das Bistum Monopoli. 
Papst Johannes Paul II. ernannte ihn am 20. Dezember 1980 zum  Titularbischof von Rotaria sowie zum Weihbischof im Bistum Conversano-Monopoli und spendete ihm am 6. Januar 1981 im Petersdom die Bischofsweihe; Mitkonsekratoren waren Giovanni Canestri, Weihbischof in Rom, und Belchior Joaquim da Silva Neto CM, Bischof von Luz.
Am 31. Oktober 1985 wurde er zum Bischof von Castellaneta ernannt. Am 14. Februar 2003 nahm Johannes Paul II. sein aus Altersgründen vorgebrachtes Rücktrittsgesuch an.
Martino Scarafile war Prior der Komturei Castellaneta des Ritterordens vom Heiligen Grab zu Jerusalem.